# Elena Holmberg
Elena Angélica Dolores Holmberg Lanusse, coneguda com a Elena Holmberg (Buenos Aires, 24 de maig de 1931 - desapareguda a Buenos Aires el 20 de desembre de 1978), va ser una diplomàtica argentina segrestada i assassinada el 1978. Destacada per ser la primera dona rebuda de l'Institut del Servei Exterior de la Nació (ISEN), Holmberg va ser una funcionària important de la dictadura militar que va prendre el poder a l'Argentina el 1976, i és de convenciment general que va ser detinguda-desapareguda i després assassinada pel mateix règim al qual pertanyia.

## Biografia
Procedent d'una família tradicional (germana del coronel retirat Enrique Holmberg i cosina germana del general Alejandro Lanusse, expresident de facto de la República Argentina) s'exercia com a funcionària de carrera a l'Ambaixada Argentina a França.
Per diferències de criteris entre el personal del «Centre Pilot d'Informació», instal·lat a París i al càrrec d'oficials d'intel·ligència de l'Armada Argentina (on també van estar destinats Puma Perren, Alfredo Astiz i Adolfo Donda), la diplomàtica va ser convocada a Buenos Aires per informar els seus superiors, resultant segrestada pel grup de tasques 3.3.2 en aquesta ciutat el 20 de desembre de 1978 al sortir del Ministeri de Relacions Exteriors i quan es dirigia a trobar-se amb un grup de periodistes francesos.
Persones alliberades de l'Escola Superior de Mecànica de l'Armada (ESMA) van declarar que en aquesta època certs oficials de la mateixa van al·ludir a la seva participació en la desaparició d'Elena Holmberg.
L'11 de gener de 1979, es va trobar el seu cadàver descompost al riu Luján, a localitat de Tigre (província de Buenos Aires), sent reconeguda posteriorment pel seu cosí Lanusse.
Es creu que Emilio Massera va ser qui va ordenar directament la seva mort.